# کمپ پنلدلتون سات (کالیفرنیا)
کمپ پنلدلتون سات (به انگلیسی: Camp Pendleton South) یک منطقهٔ مسکونی در ایالات متحده آمریکا است که در شهرستان سن دیگو، کالیفرنیا واقع شده‌است. کمپ پنلدلتون سات ۱۰٫۳۶۷ کیلومتر مربع مساحت و ۱۰٬۶۱۶ نفر جمعیت دارد.